# 유촌항 (여수시)
유촌항은 전라남도 여수시 삼산면 동도리 유촌마을 인근에 있는 어항이다. 2007년 8월 8일 어촌정주어항으로 지정하여 관리하고 있다. 시설관리자는 여수시장이다.

## 어항 구역
- 수역: 북위 34°2′58″, 동경 127°18′43″의 지점에서 S65°W방향으로 50m점과 이 점에서 S20°E방향으로 100m점과 이 점에서 S55°W방향으로 130m점과 이 점에서 S45°E방향으로 165m점과 이 점에서 N60°E방향으로 115m점과 이 점에서 S25°E방향으로 105m점과 이 점에서 S10°W방향으로 135m점과 이 점에서 E방향으로 육지부를 연결하는 선을 따라 형성된 공유수면[1]

## 어항 시설
- 방파제 220m, 부잔교 1기

## 기본 계획
- 방파제 280m, 물양장 35m, 호안 74m, 호안도로 241m, 부잔교 1기[1]

## 정비 계획
- 방파제 60m, 물양장 35m, 호안 74m, 호안도로 241m[2]

## 주요 어종
- 감성돔, 볼락, 노래미